# Imre Hollai
Imre Hollai (em húngaro:  Hollai Imre; 22 de janeiro de 1925 - 22 de novembro de 2017) foi um diplomata e político húngaro, que serviu como Presidente da Assembleia Geral das Nações Unidas entre 1982 e 1983, durante a sua 37.ª sessão.
Imre Hollai nasceu em Újpest (hoje um bairro de Budapeste) em 22 de janeiro de 1925, filho de Béla Hollai e Emma Putz. Juntou-se ao Partido Comunista Húngaro (MKP) em 1945. Mecânico de profissão, Hollai juntou-se ao serviço estrangeiro húngaro em 1949. Formou-se no Instituto Lenine da Universidade Eötvös Loránd em 1952. Entretanto, foi conselheiro político então vice-chefe do Departamento de Relações Internacionais da Liderança Central do Partido do Povo Trabalhador Húngaro (MDP) de 1949 a 1955.
Foi representante adjunto da Hungria nas Nações Unidas entre 1955 e 1960, residente em Nova Iorque. Regressado ao seu país, foi chefe dos Assuntos Externos do Comité Central do Partido Socialista Operário Húngaro (MSZMP) entre 1960 e 1963. Posteriormente, foi embaixador na Grécia e em Chipre entre 1964 e 1970, e vice-ministro dos Negócios Estrangeiros da Hungria entre 1970 e 1974.
Foi Representante Permanente da Hungria nas Nações Unidas entre 1974 e 1980 e foi novamente Vice-Ministro dos Negócios Estrangeiros da Hungria de junho de 1980 a 1984. Enquanto esteve nesta posição, foi presidente da Assembleia Geral das Nações Unidas de 1982 a 1983m sucendendo a Ismat T. Kittani. Pelo seu bom desempenho no cargo e boa reputação entre diplomatas na ONU, foi visto como uma ameaça ao alto comando comunista na Hungria e foi forçado a regressar como embaixador ao seu anterior cargo na Grécia e Chipre em 1984.
Retirou-se do serviço diplomático em 28 de fevereiro de 1989. No entanto, tinha sido membro ativo do Conselho de Presidentes da Assembleia Geral, órgão que informalmente aconselhou o Secretário-Geral das Nações Unidas. Morreu no dia 22 de novembro de 2017, aos 92 anos.